# Schanzzeug
Schanzzeug ist das zur Ausführung einfacher Erd- und Holzarbeiten von den Truppen mitgeführte Werkzeug. Das Schanzzeug kann dann von den Soldaten in Futteralen am Körper getragen werden, und wurde historisch auch in dafür bestimmten Schanzzeugwagen verladen. Es dient zur Errichtung oder Beseitigung von Verhauen und dem Bau von Schützengräben oder Kampfständen – die Bezeichnung für solche Feldbefestigungen war ursprünglich Schanze. Zur Ausstattung jeder Infanteriegruppe gehört heute der Pioniersatz leicht (Infanterie) mit Lang-Spaten, Kreuzhacken (oder auch Spitzhacken), Sägen, Beilen, Drahtscheren und Hämmern. Als Notbehelf führt heute jeder Soldat einen Klappspaten für das Anlegen einer Schützenmulde oder eines Kampfstandes mit.

## Werkzeuge
Historisch arbeiteten Pioniere, Infanterie und Kavallerie meist mit langen Spaten, Schaufeln, Hacken, Beilpicken, Handbeile und Sägen, ab 1870 kamen kurzstielige Feldspaten und ab 1938 Klappspaten auf. Heute besitzen die technischen Truppen und die Artillerie an ihren Fahrzeugen mechanisiertes oder langstieliges Schanzzeug.

## Ausrüstung
Meyers Großes Konversations-Lexikon von 1907 gibt dazu an:
 Bei jeder Pionierkompanie gehört der vierspännige Schanzzeugwagen (60 große Spaten, 30 Kreuzhacken, 20 Äxte) mit dem Feldmineurwagen zur kleinen Bagage. Bei der österreichisch-ungarischen Infanterie hat jede Rotte einen Feldspaten, jeder Schwarm eine Beilpicke, jede Kompanie je zwei Leute als Erdarbeiter, bez. Zimmerleute ausgerüstet, die unter Kommando eines Offiziers die Regimentspionierabteilung bilden.
Zudem hätte laut Meyers der Russisch-Japanische Krieg gezeigt, dass Drahtscheren zum Zerstören der auch im Feldkrieg beliebten Drahthindernisse sowie Sägen allgemein dem bisher üblichen Schanzzeug beigefügt werden sollten.